# 朱應昌
朱應昌（1452年—？），字會期，號敬斋，山東東昌府夏津縣人，明朝政治人物。

## 生平
成化十九年（1483年）癸卯科山東鄉試第六名舉人。成化二十三年（1487年）中式丁未科會試第三百四十三名，三甲第一百二十八名進士。授直隶元城县知县。任内劝农兴学，兴修水利。升山西蒲州知州，擢浙江道监察御史，卒于南京。墓在今县城东三里庄东。

## 家族
曾祖朱民一；祖父朱士廉，縣丞；父朱玉，訓導。母劉氏。慈侍下。